# Gemini Rue
Gemini Rue est un jeu vidéo d'aventure graphique américain créé par Joshua Nuernberger et publié par Wadjet Games. Ce jeu emploie une interface en pointer-et-cliquer par laquelle le joueur interagit avec l'environnement, résout des énigmes et communique avec les personnages. Le nom original du projet était Boryokudan Rue.

## Synopsis
Gemini Rue suit parallèlement l'histoire de deux personnages. Azriel Odin est un ancien tueur à gages devenu policier, qui suit piste après piste pour retrouver son frère sur la planète pluvieuse de Barracus. Delta-6, quant à lui, est un amnésique prisonnier d'un centre de rééducation high-tech.

## Univers
Le jeu se passe entre les années 2228 et 2229, dans un monde où l'humanité a colonisé de nombreuses planètes à travers la galaxie. L'histoire se passe dans le système Gemini, en particulier dans la ville de Pittsburgh sur la colonie minière perpétuellement pluvieuse de Barracus, et dans le centre de rééducation de Center 7. Le système Gemini a récemment obtenu son indépendance vis-à-vis de Taurus, au prix d'une guerre qui a ravagé son économie. Cette guerre a aussi permis au puissant syndicat du crime du Boryokudan de se renforcer en vendant une nouvelle drogue, le « Juice ».

## Réception
Le jeu a été plutôt bien reçu par la critique, surtout pour son scénario prenant et ses graphismes rétro.